# Arawat Sabejew
Arawat Sabejew (n. 24 septembrie 1968, Petropavl, RSS Kazahă, URSS) este un luptător ce a reprezentat Uniunea Republicilor Sovietice Socialiste, medaliat olimpic. A participat la două ediții ale Jocurilor Olimpice (1996, 2000) în care a câștigat o medalie de bronz.